# Diocesi di Succuba
La diocesi di Succuba (in latino Dioecesis Succubensis) è una sede soppressa e sede titolare della Chiesa cattolica.

## Storia
Succuba, nell'odierna Tunisia, è un'antica sede episcopale della provincia romana dell'Africa Proconsolare, suffraganea dell'arcidiocesi di Cartagine.
Unico vescovo conosciuto di questa diocesi africana è Luciano, che prese parte al concilio antimonotelita di Cartagine del 646.
Dal 1933 Succuba è annoverata tra le sedi vescovili titolari della Chiesa cattolica; dal 21 maggio 2004 il vescovo titolare è Gabriel Peñate Rodríguez, già vicario apostolico di Izabal.

## Cronotassi dei vescovi
- Luciano † (menzionato nel 646)

## Cronotassi dei vescovi titolari
- Georges Cabana † (7 febbraio 1967 - 27 novembre 1970 dimesso)
- Thomas Nantha † (25 aprile 1974 - 7 aprile 1984 deceduto)
- Eugène Tremblay (3 novembre 1994 - 3 maggio 2004 nominato vescovo di Amos)
- Gabriel Peñate Rodríguez, dal 21 maggio 2004